# Járkov (1938)
El destructor Járkov (en ruso: Ха́рьков) fue uno de los seis destructores líderes  de la clase Leningrado construidos por la Armada Soviética durante la década de 1930, una de las tres variantes del Proyecto 1. Completado en 1938, sufrió daños leves durante el ataque a la ciudad rumana de Constanța, unos días después de la invasión alemana de la Unión Soviética el 22 de junio y cubrió la evacuación de la Flotilla del Danubio a Odesa el mes siguiente. Durante el asedio de Odesa y el asedio de Sebastopol en 1941-1942, el barco transportó refuerzos y suministros a esas ciudades, evacuó a los heridos y refugiados y bombardeó las posiciones de las tropas del Eje. Dañado por aviones alemanes unas semanas antes de la rendición de Sebastopol el 4 de julio, el Járkov permaneció en reparación hasta principios de agosto.
Durante la batalla del Cáucaso, el barco realizó las mismas misiones que hizo antes, bombardeando posiciones del Eje y transportando tropas y hombres heridos desde puertos amenazados por el avance alemán a lo largo de la costa del mar Negro. En febrero de 1943, apoyó a las fuerzas soviéticas mientras realizaban un desembarco anfibio detrás de las líneas alemanas y luego prestaron apoyo de fuego naval a finales de mes. Durante los siguientes meses, el Járkov bombardeó los puertos controlados por los alemanes en el Cáucaso y Crimea. Mientras regresaba de una de esas misiones, en octubre, el barco fue dañado por bombarderos en picado alemanes y se hundió mientras lo remolcaban más tarde ese mismo día, junto con otros dos destructores.

## Diseño y descripción
Impresionados por los diseños de los grandes destructores franceses (contre-torpilleur) como la clase Vauquelin de principios de la década de 1930, los soviéticos diseñaron su propia versión. Los destructores de la clase Leningrado tenían una eslora total de 127,5 metros y 122 metros de largo en la línea de flotación. Los barcos tenían una manga de 11,7 metros y un calado de 4,06 metros a toda carga. Construido en dos lotes, el primer lote (Proyecto 1) desplazaba 2180 toneladas con carga estándar y 2.623 toneladas a toda carga. Su tripulación constaba de 250 oficiales y marineros en tiempo de paz y 311 en tiempo de guerra.
Los barcos tenían tres turbinas de vapor con engranajes, cada una impulsando una hélice, diseñadas para producir 66.000 CV en el eje (49.000 kW) utilizando vapor de tres calderas de tres tambores que estaba destinado a darles una velocidad máxima de 40 nudos (74 km/h). Los buques de la clase Leningrado transportaban combustible suficiente para darles un alcance de 2100 millas náuticas (3.900 km) a 20 nudos (37 km/h).
Tal como se construyeron, los barcos de la clase Leningrado montaban cinco cañones B-13 de 130 milímetros en dos pares de monturas individuales superfuego a proa y popa de la superestructura y otra montura entre el puente y el embudo delantero. Las armas estaban protegidas por escudos de armas. La defensa antiaérea estaba a cargo de un par de cañones 34-K AA de 76,2 milímetros en soportes individuales en la superestructura de popa y un par de cañones AA 21-K de 45 milímetros montados a cada lado del puente, así como una docena de ametralladoras Browning M2 de 12,7 milímetros en seis montajes de dos cañones. Llevaban ocho tubos lanzatorpedos de 533 mm en dos montajes cuádruples giratorios; cada tubo estaba provisto de una recarga. 
Los barcos también podían transportar un máximo de 68 o 115 minas y 52 cargas de profundidad. Fueron equipados con un conjunto de hidrófonos Arktur para la detección antisubmarina.

## Historial de Combate
El destructor Járkov, llamado así por la ciudad ucraniana de Járkov, inició su construcción el 19 de octubre de 1932 en el Astillero N.º 198 (Astillero del Mar Negro) en Nikolayev y fue botado el 9 de septiembre de 1934. Remolcado al Astillero N.º 201 en Sebastopol para su finalización, el Járkov fue terminado el 19 de noviembre de 1938 y se lo asignó a la Flota del Mar Negro.
Se desempeñó como líder de la 3.ª División de Destructores de su Destacamento de Fuerzas Ligeras desde mayo de 1940, participando en ejercicios de entrenamiento. En caso de un ataque rumano a la Unión Soviética, el Járkov, como parte de la Flota del Mar Negro, debía destruir o capturar la flota rumana y cortar las comunicaciones, bloquear la costa rumana, apoyar un posible desembarco anfibio y el avance de tropas soviéticas a lo largo del río Negro. Costa del mar. Para practicar este plan, participó en ejercicios con el 9.º Cuerpo Especial de Fusileros del Ejército Rojo entre el 4 y el 19 de junio de 1941, apoyando un simulacro de desembarco anfibio en la costa oeste de Crimea, cerca de Tendra. El destructor regresó a sus amarres en la bahía de Severanaya en Sebastopol el 21 de junio.

### Segunda Guerra Mundial
Tras el comienzo de la Operación Barbarroja, la invasión alemana de la Unión Soviética, el 22 de junio, la flota partió para colocar campos de minas defensivos fuera de su base en Sebastopol en la mañana del 23 de junio. Al día siguiente, el Járkov y los destructores Smyshleny y Besposhchadny de la 3.ª División de Destructores navegaron hacia el delta del Danubio para apoyar a los monitores fluviales de la Flotilla del Danubio en respuesta a un informe de destructores rumanos que abandonaban el puerto de Constanța. Los destructores bombardearon a las tropas rumanas alrededor de la Isla de las Serpientes, apoyaron varias operaciones anfibias y colocaron y barrieron minas antes de regresar a Sebastopol el 25 de junio, sin enfrentarse a las fuerzas de superficie rumanas.

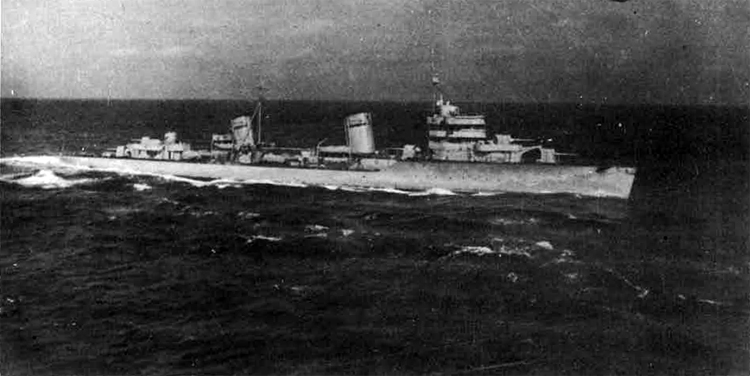
Destructor Moscú gemelo del destructor Járkov

### Incursión en Constanza
En las primeras semanas de la guerra, el escuadrón de destructores de la Flota del Mar Negro tuvo la tarea de interrumpir las líneas de suministro del Eje bombardeando Constanza (Rumanía) y sus instalaciones de almacenaje de petróleo. La hora del bombardeo se fijó para las 05:00h del 26 de junio, para ser precedida por un ataque aéreo de treinta minutos por aviones de la flota que comenzaría una hora antes. Para la incursión, el crucero pesado Voroshilov y el destructor Moscú debían cubrir el bombardeo del puerto, que realizarían los destructores Járkov, Smyshleny y el Soobrazitelny. Para evitar el ataque aéreo del Eje, los barcos comenzaron a zarpar de Sebastopol por la noche, a las 18:00h del 25 de junio. Sin embargo, antes de salir de la bahía, se ordenó que los barcos regresaran a puerto porque el plan había sido cambiado por el Comisario del Pueblo para la Marina, vicealmirante Nikolái Kuznetsov, quien ordenó que los destructores Moscú y Járkov realizaran el bombardeo, mientras que el resto de buques se mantendrían como apoyo. Los destructores Moscú y Járkov partieron de la bahía de Sebastopol a las 20:10, inicialmente en dirección a Odesa como una medida de engaño y luego giraron hacia su destino poco más de una hora después, seguidos por el grupo de apoyo.
En la mañana del 26 de junio, los destructores Járkov y Moscú, bombardearon Constanza, aunque el ataque aéreo previsto no se llevó a cabo. Los dos buques gemelos dispararon un total de 350 rondas entre ambos contra tanques de petróleo y estaciones de ferrocarril desde una distancia de aproximadamente veinte kilómetros, haciendo explotar un tren de municiones e infligiendo daños considerables. Mientras se preparaban para partir a las 04:16h después de haber disparado durante diez minutos, fueron atacados por la artillería costera alemana y los destructores rumanos Regina Maria y Mărăști a distancias entre 11.000 y 16.000 m. Poco después, el Moscú chocó contra una mina que partió el barco por la mitad. Más tarde esa misma mañana, el Járkov perdió brevemente la dirección por una explosión cercana de una bomba lanzada por un bombardero alemán. A las 06:43h, el submarino soviético Shch-206 atacó, por error, al Járkov con un torpedo y luego al Soobrazitelny con dos más a las 07:00h, afortunadamente ambos ataques fallaron.

### Batalla de Sebastopol

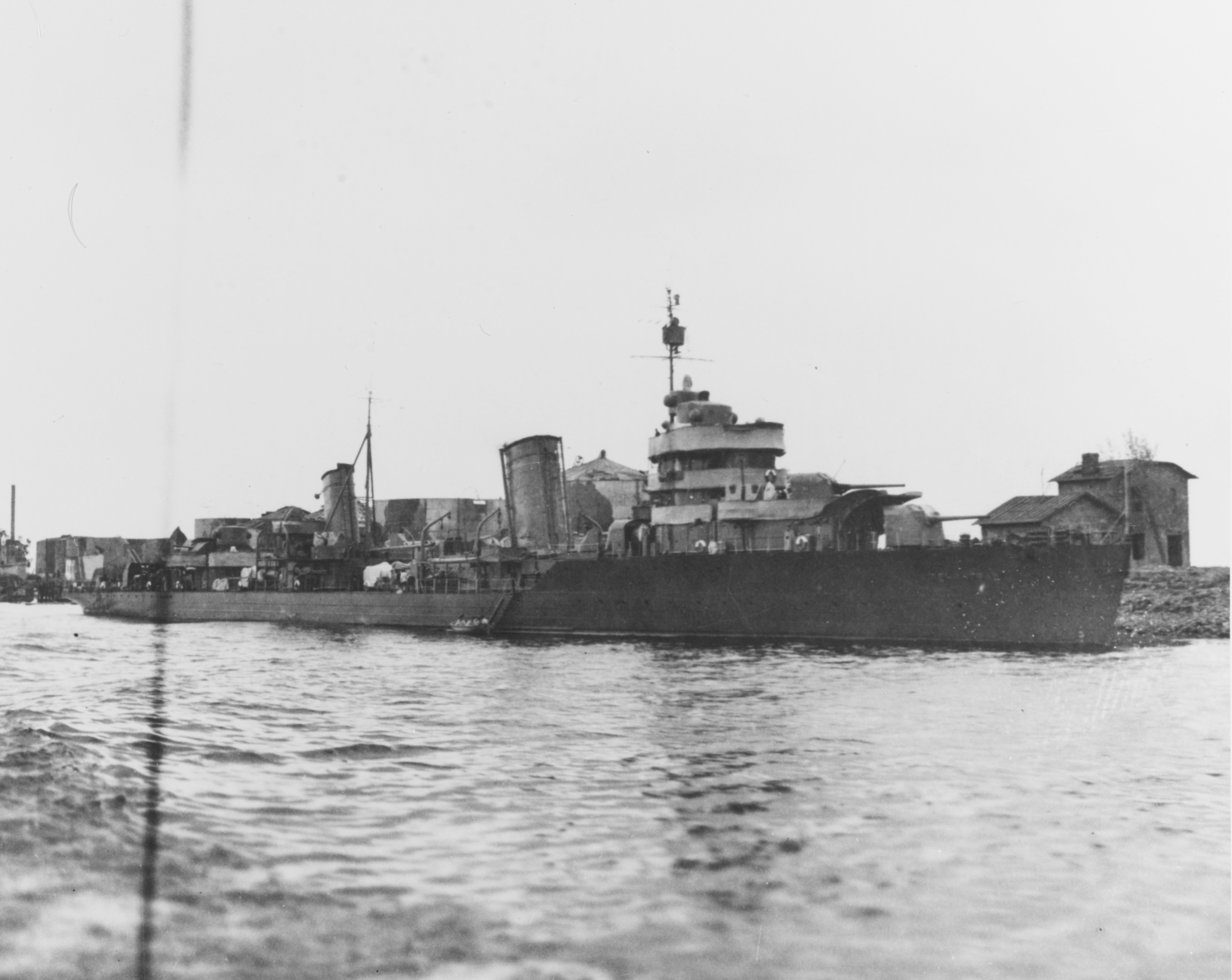
Destructor soviético de la clase Leningrado en el mar Negro

El Járkov fue reparado el 18 de julio y, junto con el crucero ligero Komintern y los destructores Smyshlennyy, Bodry y Shaumyan, así como numerosas embarcaciones más pequeñas, cubrieron la retirada de la Flotilla del Danubio a Odesa durante los siguientes días. 
El Járkov bombardeó posiciones del Eje varias veces durante el asedio de Odesa y ayudó a escoltar los convoyes de evacuación de Odesa a Sebastopol en octubre. Durante el asedio de Sebastopol, proporcionó fuego de apoyo y ayudó a evacuar a las tropas aisladas de otras partes de Crimea a Sebastopol y trajo refuerzos de los puertos del Cáucaso. También  ayudó a transportar la 388.ª División de Fusileros de Novorosíisk y Tuapse a Sebastopol entre el 7 y el 13 de diciembre, la 79.ª Brigada de Fusileros Navales del 19 al 20 de diciembre y la 354.ª División de Fusileros entre el 21 y el 22 de diciembre, bombardeando posiciones alemanas mientras tanto.
Entre febrero y julio de 1942, el Járkov bombardeó a las tropas alemanas muchas veces y trajo refuerzos y suministros para Sebastopol, evacuando a los heridos y refugiados cuando regresaba al puerto. El 18 de junio, la dirección del barco fue destruida por varias explosiones cercanas de bombarderos alemanes y tuvo que ser remolcado por el destructor líder de la flotilla, el Tashkent.
Después de las reparaciones, el Járkov bombardeó las posiciones del Eje cerca de Teodosia del 2 al 3 de agosto y proporcionó fuego de apoyo a los defensores de Novorossiysk del 1 al 4 de septiembre. Entre el 8 y el 11 de septiembre, transportó al 137.ª y 145.º Regimientos de Fusileros junto con la 3.ª Brigada de Fusileros Navales de Poti a Tuapse y a Gelendzhik y un mes después transportó a 12.600 hombres de los 8.ª, 9.ª y 10.ª Guardias Brigadas de fusileros de Poti a Tuapse para reforzar las defensas allí entre el 20 y el 23 de octubre.
El 29 de noviembre de 1942 escoltó al crucero Voroshilov en una misión de bombardeó de posiciones del Eje en Feodonisi y bombardeó Yalta durante la noche del 19 al 20 de diciembre. En la noche del 4 de febrero de 1943, los soviéticos hicieron una serie de desembarcos anfibios al oeste de Novorosíisk, detrás de las líneas alemanas. El Járkov, los cruceros ligeros Krasny Kavkaz y Krasny Krym y los destructores Besposhchadny y Soobrazitelny proporcionaron fuego de apoyo para el desembarco principal, pero las tropas soviéticas fueron aniquiladas el 6 de febrero, aunque  un desembarco secundario tuvo éxito. El Járkov bombardeó posiciones alemanas cerca de Novorosíisk de nuevo en la noche del 21 al 22 de febrero. Anapa fue bombardeada la noche del 13/14 de mayo y Feodosia el 22/23 de mayo.

### Hundimiento
Durante la noche del 5 al 6 de octubre de 1943, el Járkov y los destructores Besposhchadny y Sposobny bombardearon las ciudades de Yalta, Alushta y Feodosia, posteriormente durante su viaje de regreso fueron atacados por bombarderos en picado Junkers Ju-87 Stukas pertenecientes al Sturzkampfgeschwader 3 (ala de bombarderos en picado). El Járkov fue dañado por su primer ataque y tuvo que ser remolcado por el Sposobny. El segundo ataque dañó los tres buques y el Sposobny tuvo que remolcar al Besposhchadny también. El siguiente ataque hundió tanto al Járkov como al Besposhchadny. El Sposobny fue hundido por la cuarta ola de bombarderos mientras intentaba rescatar a los supervivientes. Dicho incidente llevó a Stalin a emitir una orden prohibiendo el uso de barcos del tamaño de un destructor o más grandes sin su permiso expreso.
El 6 de octubre de 1943, debido al fiasco de la incursión y a las graves pérdidas sufridas por la Flota del Mar Negro, el almirante Lev Vladímirski fue destituido del puesto de comandante de la Flota del Mar Negro y reducido en rango militar a contraalmirante.